# Días Duros
'Días Duros' es una canción compuesta por Carlos Perigo (antes de su salida del grupo) y Walter Giardino, es una de las canciones más reconocidas de Rata Blanca, es interpretada en la mayoría de los conciertos desde su lanzamiento en 1990 en su disco Magos, espadas y rosas. Además cuenta un videoclip donde se puede apreciar a la banda interpretándola en vivo.
La canción ha sido incluida en la recopilación de grandes éxitos llamado Grandes Canciones.